# Adunarea Națională a Franței
Adunarea Națională a Franței (în franceză Assemblée nationale) este camera inferioară a Parlamentului francez. Are 577 de membri, numiți deputați (în franceză députés), aleși pentru un mandat de 5 ani prin metoda majorității uninominale, în două tururi de scrutin. Circumscripțiile corespund în mare măsură cantoanelor și nu trebuie să depășească limitele departamentelor. Sediul Adunării Naționale este Palatul Bourbon situat pe cheiul Orsay, pe celălalt mal al Senei față de Place de la Concorde. De-a lungul istoriei Franței, Adunarea Națională a avut roluri și titluri diferite, actualmente, în cea de a Cincea Republică, fiind cel mai important organ legislativ francez. 
Adunarea Națională poate fi dizolvată de președintele țării, atunci când situația este de coabitare, iar președintele convoacă alegeri anticipate.